# Olavarría (partido)
Olavarría est un partido de la province de Buenos Aires fondée en 1867 dont la capitale est Olavarría.

## Villes et localités
- Hinojo
- Olavarría, chef-lieu
- Sierras Bayas
- Sierra Chica